# غريبة (أكلة)
الغرِّيبَة (بالفارسية: قرابيه) هي نوع من البسكويت يحتوي على اللوز والفستق وجوز الهند .الغرّيبة من الحلويات المعروفة في أذربيجان ولاسيما في تبريز. و لها عدة أشكال في المطبخ التركي والمطبخ اليوناني والمطبخ العربي والمطبخ الأسباني والمطبخ المكسيكي والمطبخ الفلبيني والمطبخ الأميركي. فهي تقدم في عيد الميلاد.

## انظر أيضا

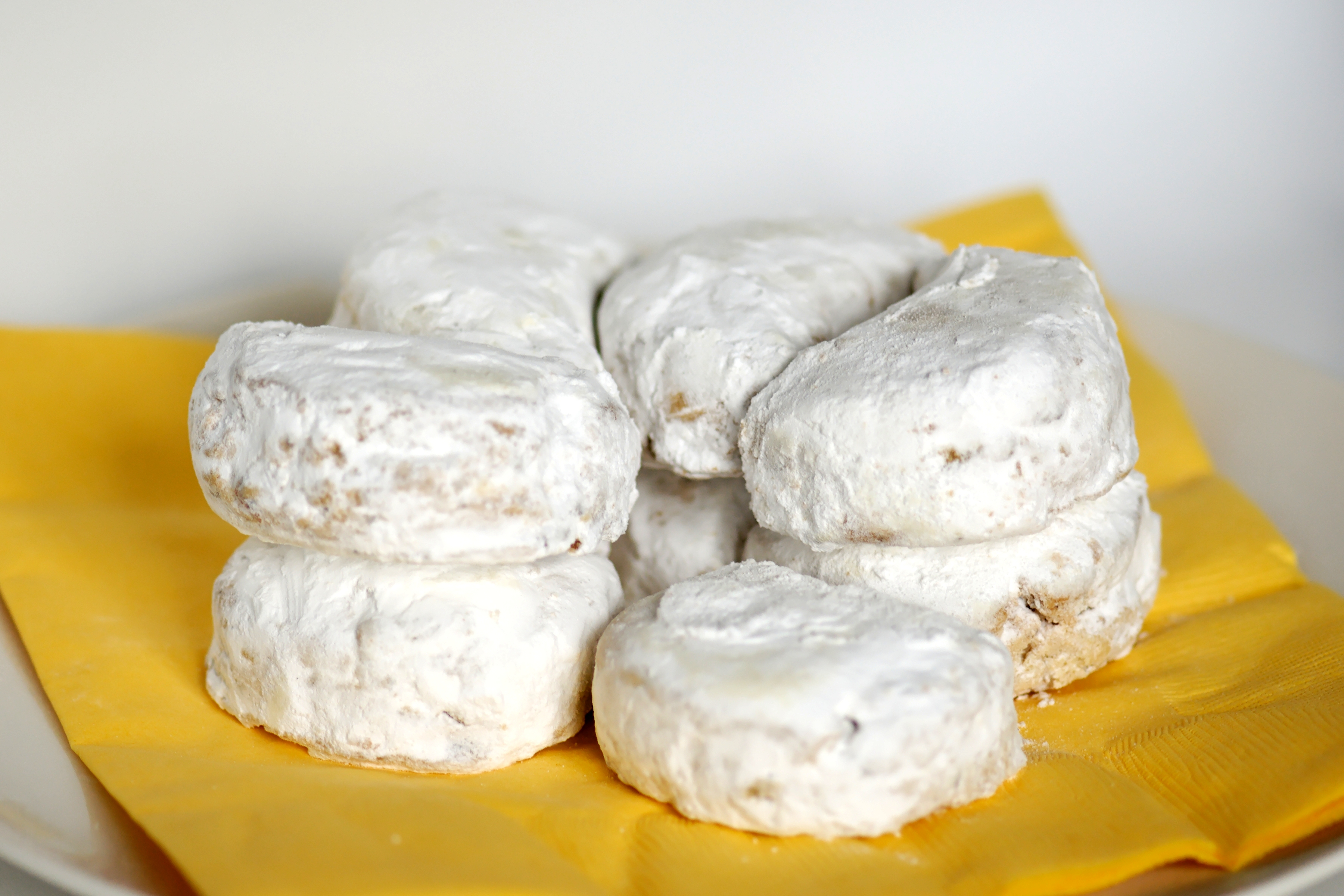
غرّيبة